# Imgur
Imgur (pronunțat imager) este un serviciu online de găzduire a imaginilor fondat de către Alan Schaaf în 2009 în Athens, Ohio. El oferă găzduire de imagini pentru milioane de utilizatori cu posibilitate de comentare a imaginilor. De asemenea, din octombrie 2012, pe site pot fi încărcate sau create galerii de imagini. Compania se întreține prin venitul generat din reclame, conturi Pro și găzduire comercială.
Pe 26 iunie 2013, Imgur a lansat prima sa unealtă de creare a conținutului, Imgur Meme Generator, care oferă posibilitatea creării simple a meme-urilor, dar și o galerie publică de șabloane de meme-uri.